# Hydraena brittoni
Hydraena brittoni är en skalbaggsart som beskrevs av Peter Zwick 1977. Hydraena brittoni ingår i släktet Hydraena och familjen vattenbrynsbaggar. Inga underarter finns listade i Catalogue of Life.